# Pachín
Enrique Pérez Díaz, noto come Pachín (Torrelavega, 28 dicembre 1938 – Madrid, 10 febbraio 2021), è stato un allenatore di calcio e calciatore spagnolo, di ruolo difensore.

## Carriera
Giocò per la maggior parte della carriera nel Real Madrid, ricoprendo principalmente il ruolo di terzino destro; faceva parte della generazione Yé-yé.

## Palmarès

### Competizioni nazionali
- Campionato spagnolo: 7

Real Madrid: 1960-1961, 1961-1962, 1962-1963, 1963-1964, 1964-1965, 1966-1967, 1967-1968
- Coppa di Spagna: 1

Real Madrid: 1961-1962

### Competizioni internazionali
- Coppa dei Campioni: 2

Real Madrid: 1959-1960, 1965-1966
- Coppa Intercontinentale: 1

Real Madrid: 1960